# James Tupper
James Howard Tupper (nascido em 4 de Agosto de 1965) é um ator canadense mais conhecido por seu papel como Jack Slattery na série da ABC Men in Trees e recentemente atuou como Dr. Chris Sands no drama médico da NBC Mercy (2009-2010), que foi cancelada em 2010.

## Infância
Tupper nasceu em Dartmouth, Nova Escócia, Canadá. Ele estudou atuação na Concordia University, Montreal, e depois na Universidade Rutgers em Nova Jérsei, onde ele conseguiu seu Mestrado. Após isso, ele foi para a África Oriental para viver em uma plantação de café e para estudar suaíli.

## Filmografia
| Ano       | Título                                | Papel              | Notas                                                |
| --------- | ------------------------------------- | ------------------ | ---------------------------------------------------- |
| 2001      | Corky Romano                          | Agente do FBI      |                                                      |
| 2001      | Joe Dirt                              | Policial na ponte  |                                                      |
| 2001      | Peroxide Passion                      | Jed                |                                                      |
| 2005      | Loudmouth Soup                        | Keith Miller       |                                                      |
| 2005      | Love's Long Journey                   | Henry              | Telefilme                                            |
| 2005      | CSI:NY                                | Paul Zernecky      | 1 episódio                                           |
| 2005      | Gilmore Girls                         | Ciclista #1        | 2 episódios                                          |
| 2005      | How I Met Your Mother                 | Derek              | 1 episódio                                           |
| 2006      | Invisible                             | Joe                |                                                      |
| 2006      | Love's Abiding Joy                    | Henry Klein        |                                                      |
| 2006      | Dr. Vegas                             | Paramédico         | 1 episódio                                           |
| 2006-2008 | Men In Trees                          | Jack Slattery      | 36 episódios                                         |
| 2007      | Pictures of Hollis Woods              | John Regan         | Telefilme                                            |
| 2008      | For Heaven's Sake                     | Peter Whitman      |                                                      |
| 2008      | Toxic Skies                           | Jack               |                                                      |
| 2008      | Samantha Who?                         | Owen               | 4 episódios                                          |
| 2008      | The Ex List                           | DP                 | 1 Episódio                                           |
| 2009      | Mercy                                 | Dr. Chris Sands    | 22 episódios                                         |
| 2009      | Me and Orson Welles                   | Joseph Cotten      |                                                      |
| 2009      | The Gambler,the Girl & the Gunslinger | B.J. Stoker        | Telefilme                                            |
| 2010-2011 | Grey's Anatomy                        | Dr. Andrew Perkins | 7 episódios                                          |
| 2011      | Mr. Popper's Penguins                 | Rick               |                                                      |
| 2011      | Girl Fight                            | Ray                |                                                      |
| 2011-2015 | Revenge                               | David Clarke       | Recorrente (1ª-3ª temporadas) Regular (4ª temporada) |
| 2013      | Nothing Left to Fear                  | Dan                |                                                      |
| 2014      | Resurrection                          | Dr. Eric Ward      | 3 episódios                                          |

## Vida pessoal
Tupper se separou de sua esposa em Novembro de 2006 e foi morar com a atriz Anne Heche em Agosto de 2007.
No dia 5 de Dezembro de 2008 foi noticiado que Heche estava grávida de Tupper.
O filho, Atlas Heche Tupper nasceu no dia 7 de Março de 2009.
Em seu tempo livre, Tupper gosta de praticar carpintaria e observação de aves. Ele atuou em várias peças off-Broadway, incluindo An Actor Prepares e After the Rain. Tupper co-escreveu e apareceu em um filme indie de 2005, Loudmouth Soup, que foi filmado em uma única noite. Ele teve um papel recorrente na série Samantha Who?, como Owen.
Tupper atuou como Dr. Andrew Perkins, um conselheiro de traumas, na série da ABC Grey's Anatomy.